# Stadtbibliothek Baden
Die Stadtbibliothek Baden ist eine Aargauer Gedächtnisinstitution. Sie wurde am 1. Mai 1836 gegründet und zählt damit zu den ältesten Kulturinstitutionen der Stadt Baden.

## Standort
Die Stadtbibliothek befindet sich im «Klösterli Baden» einem historischen Gebäude an der Mellingerstrasse, am Rande der Altstadt von Baden. Ihren Standort teilt sie mit anderen Institutionen der Stadt Baden, wie dem Standesamt, einer Musikschule, der Integration, dem Betreibungsamt und weiteren Abteilungen der Kultur. 

## Geschichte
Die Bibliothek wurde am 1. Mai 1836 ursprünglich als Verein gegründet und war zunächst nur Vereinsmitgliedern zugänglich. In den 1960er-Jahren übernahm die Stadt Baden die Institution und machte sie öffentlich zugänglich. Im Zuge dieser Umstrukturierung zog die Bibliothek an ihren heutigen Standort und erweiterte ihren Bestand, unter anderem durch die Übernahme der Sammlung der BBC-Klubhausbibliothek.

### Im 21. Jahrhundert
Als Stadt- und Regionalbibliothek dient sie der Informationsvermittlung für die allgemeine Öffentlichkeit. Sie stellt Bücher und andere Medien zur Ausleihe zur Verfügung, führt aber auch Veranstaltungen zur Förderung der Lese-, Sprach- und Medienkompetenz durch und fördert den interkulturellen Austausch.
2009 wurde die Stadtbibliothek Baden renoviert und umgebaut. Der Umbau und eine Neudefinition des Leitungsauftrags trugen zu einem Anstieg der Ausleihzahlen bei. Im April 2012 begann sie als erste Aargauer Bibliothek E-Books über eine Online-Bibliothek auszuleihen.

## Bestand
Die Stadtbibliothek verfügt über einen Bestand von 134'200 Medien (Stand 2023), davon:
- 79'365 E-Medien
- 54'835 physische Medien

Darüber hinaus dokumentiert und archiviert die Stadtbibliothek möglichst vollständig Badener Informationsträger (Badensia). Dazu gehören Medien, die in Baden veröffentlicht wurden, von Badenern verfasst sind oder Baden und seine Bewohner thematisieren.